# Compass Airlines
Compass Airlines — упразднённая региональная авиакомпания США со штаб-квартирой в корпоративном центре Delta Air Lines (международный аэропорт Миннеаполис/Сент-Пол). До 16 сентября 2009 года штаб-квартира Compass Airlines размещалась в Кантилли, Фэрфакс (штат Виргиния).
Изначально перевозчик являлся дочерней структурой магистральной авиакомпании Northwest Airlines, затем — авиакомпании Delta Air Lines. В июле 2010 года Compass Airlines Была продана холдингу Trans States Holdings.
За 14 лет работы авиакомпания выполнила более полутора миллионов рейсов. В 2016 года перевозчик эксплуатировал 62 самолёта, штат сотрудников составлял более 2000 человек.
Compass Airlines прекратила операционную деятельность 5 апреля 2020 года, сославшись на падение объёма пассажирских перевозок, связанного с пандемией COVID-19.

## История
Compass Airlines была образована в 2006 году в результате конфликта между руководством авиакомпании Northwest Airlines и Ассоциацией пилотов авиакомпаний на предмет так называемой «Сферы разграничения» (англ. «scope clause»), согласно которой магистральной авиакомпании напрямую запрещена эксплуатация пассажирских самолётов с вместимостью 76 и менее пассажирских мест.
В качестве компромиссного варианта между условиями «Сферы разграничения» и необходимостью обслуживания рынка региональных авиаперевозок на самолётах меньшей вместимости, но с большей частотой полётов, 10 марта 2006 года авиакомпания Northwest Airlines за 2 миллиона долларов США приобрела сертификат эксплуатанта обанкротившегося авиаперевозчика Independence Air для создание новой региональной авиакомпании, которая могла бы эксплуатировать пассажирские лайнеры с вместимостью 76 и менее человек.
28 сентября 2006 года новая авиакомпания Compass Airlines официально утверждается в Министерстве транспорта США в качестве регионального перевозчика и полностью дочернего подразделения авиакомпании Northwest Airlines. 5 апреля 2007 года Compass Airlines получила сертификат Федерального Управления гражданской авиации США и 2 мая 2007 года начала регулярные полёты на лайнерах CRJ-200 под торговой маркой (брендом) Northwest Airlink. CRJ-200 не являлись полной заменой устаревшего парка Douglas DC-9 компании Northwest Airlines, однако были более дешёвыми в эксплуатации и более экономически эффективными по сравнению с DC-9.
Первый пассажирский рейс был совершён 2 мая 2007 года из Международного аэропорта Вашингтон Даллес в Международный аэропорт Миннеаполис/Сент-Пол, массовые регулярные коммерческие рейсы начались только 21 августа 2007 года.
После слияния двух магистралов (Northwest Airlines и Delta) авиакомпания перешла под контроль Delta Air Lines, а 1 июля 2010 года была продана холдингу Trans States Holdings за 20,5 миллиона долларов США. Несмотря на смену владельца, Compass Airlines продолжала держать штаб-квартиру в корпоративном здании Delta, а логотип авиакомпании имел стилистические признаки логотипа Northwest.
27 марта 2017 года Compass Airlines начала выполнение регулярных перевозок между Лос-Анджелесом и Хьюстоном под брендом American Eagle другой магистральной авиакомпании American Airlines. Маршрут обслуживали 20 новых самолётов Embraer E-175, окрашенных в ливрею American Eagle.
В августе 2019 года Delta Air Lines приняла решение о сокращении числа региональных перевозчиков, работавших под её брендом Delta Connection, в рамках чего был расторгут контракт с Compass Airlines. Это привело к уменьшению флота регионала на 36 самолётов до 20 машин в активной эксплуатации.
Compass Airlines имела собственные базы для экипажей и базы для ремонта и обслуживания самолётов в Международном аэропорту Миннеаполис/Сент-Пол, Международном аэропорту Мемфис и Международном аэропорту Дейтройт округа Уэйн.
В марте 2020 года в связи с резким сокращением объёмов пассажирских перевозок по причине пандемии COVID-19 авиакомпания объявила об остановке всей операционной деятельности с 7 апреля того года. Последним выполненным рейсом Compass Airlines стал рейс 6047, совершённый 5 апреля 2020 года под брендом American Eagle из международного аэропорт Талса (Оклахома) в международный аэропорт Лос-Анджелес.

## Маршрутная сеть

### Текущие маршруты

#### Канада
- Альберта
  - Калгари — Международный аэропорт Калгари
- Британская Колумбия
  - Ванкувер — Международный аэропорт Ванкувер
- Саскачеван
  - Саскатун — Международный аэропорт Саскатун имени Джона Г. Дифенбейкера
  - Реджайна — Международный аэропорт Реджайна
- Онтарио
  - Торонто — Международный аэропорт Торонто Пирсон

#### Мексика
- Нуэво-Леон
  - Монтеррей — Международный аэропорт имени генерала Мариано Эскобедо

#### США
- Аризона
  - Финикс/Скотсдейл — Международный аэропорт Финикс Скай Харбор
- Арканзас
  - Литл-Рок — Национальный аэропорт Литл-Рок
- Флорида
  - Джэксонвилл — Международный аэропорт Джэксонвилл
  - Орландо — Международный аэропорт Орландо
- Индиана
  - Индианаполис — Международный аэропорт Индианаполис
- Иллинойс
  - Чикаго — Международный аэропорт Чикаго Мидуэй
- Кентукки
  - Луисвилл — Международный аэропорт Луисвилл
  - Цинциннати — Международный аэропорт Цинциннати/Северный Кентукки
- Миннесота
  - Миннеаполис/Сент-Полс — Международный аэропорт Миннеаполис/Сент-Пол хаб
- Мэриленд
  - Балтимор — Международный аэропорт Балтимор-Вашингтон
- Массачусетс
  - Бостон — Международный аэропорт Логан
- Мичиган
  - Детройт — Столичный аэропорт Детройт округа Уэйн хаб
  - Сэгиноу — Международный аэропорт MBS
  - Гранд-Рапидс — Международный аэропорт имени Джеральда Р.Форда
- Монтана
  - Калиспелл — Международный аэропорт Глейшер-Парк
  - Миссула — Международный аэропорт Миссула
  - Грейт-Фоллс — Международный аэропорт Грейт-Фоллс
  - Бозмен — Аэропорт Бозмен (сезонный)
  - Биллингс — Международный аэропорт Биллингс Логан
- Небраска
  - Омаха — Аэропорт Эппли
- Нью-Джерси
  - Ньюарк — Международный аэропорт Ньюарка Либерти
- Нью-Йорк
  - Нью-Йорк — Международный аэропорт имени Джона Кеннеди
  - Нью-Йорк — Аэропорт Ла Гардиа
- Северная Каролина
  - Шарлотт — Международный аэропорт Шарлотт/Дуглас
- Северная Дакота
  - Фарго — Международный аэропорт Гектор
  - Минот — Международный аэропорт Майнот
- Пенсильвания
  - Филадельфия — Международный аэропорт Филадельфии
  - Питтсбург — Международный аэропорт Питтсбург
- Огайо
  - Кливленд — Международный аэропорт Кливленда Хопкинс
- Оклахома
  - Оклахома-сити — Аэропорт имени Уилла Роджерса
- Южная Каролина
  - Мёртл-Бич — Международный аэропорт Мёртл-Бич
- Теннесси
  - Мемфис — Международный аэропорт Теннесси хаб
  - Нашвилл — Международный аэропорт Нашвилл
- Техас
  - Остин — Международный аэропорт Остин-Бергстром
  - Даллас/Форт-Уэрт — Международный аэропорт Даллас/Форт-Уэрт
  - Хьюстон — Международный аэропорт Хьюстон Интерконтинентал
- Юта
  - Солт-Лейк-Сити — Международный аэропорт Солт-Лейк-Сити
- Виргиния
  - Норфолк/Виргиния-Бич — Международный аэропорт Норфолк
  - Ричмонд — Международный аэропорт Ричмонд
- Вашингтон
  - Паско/Ричленд/Кенневик — Аэропорт Трай-Ситиз
- Висконсин
  - Грин-Бей — Международный аэропорт имени Остина Штробеля
  - Ла-Кросс — Муниципальный аэропорт Ла-Кросс
  - Мэдисон — Региональный аэропорт округа Дэйн
  - Милуоки — Международный аэропорт имени генерала Митчелла

## Флот
По состоянию на август 2008 года воздушный флот авиакомпании Compass Airlines составляли следующие самолёты:

## Авиапроисшествия и инциденты
- 8 мая 2008 года, рейс 2040 Миннеаполис—Рейджайна (Саскачеван), на борту 74 пассажира и 4 члена экипажа. Самолёт был совершил вынужденную посадку в аэропорту города Фарго (Северная Дакота) из-за пожара в туалетном отсеке. Сообщений о пострадавших на борту не поступало.[13]
- 15 ноября 2010 года. Лайнер, выполнявший регулярный рейс 5887 из Мизулы в Миннеаполис, через 22 минуты после взлёта был вынужден вернуться в аэропорт вылета по причине столкновения со стаей птиц и значительными повреждениями фюзеляжа. На борту находились 76 пассажиров и 4 члена экипажа, о пострадавших не сообщалось[14].